# Britton (Michigan)
Britton é uma vila localizada no estado americano de Michigan, no Condado de Lenawee.

## Demografia
Segundo o censo americano de 2000, a sua população era de 699 habitantes. 
Em 2006, foi estimada uma população de 672, um decréscimo de 27 (-3.9%).

## Geografia
De acordo com o United States Census Bureau tem uma área de 
2,3 km², dos quais 2,3 km² cobertos por terra e 0,0 km² cobertos por água.

## Localidades na vizinhança
O diagrama seguinte representa as localidades num raio de 16 km ao redor de Britton. 